# セスナ 150

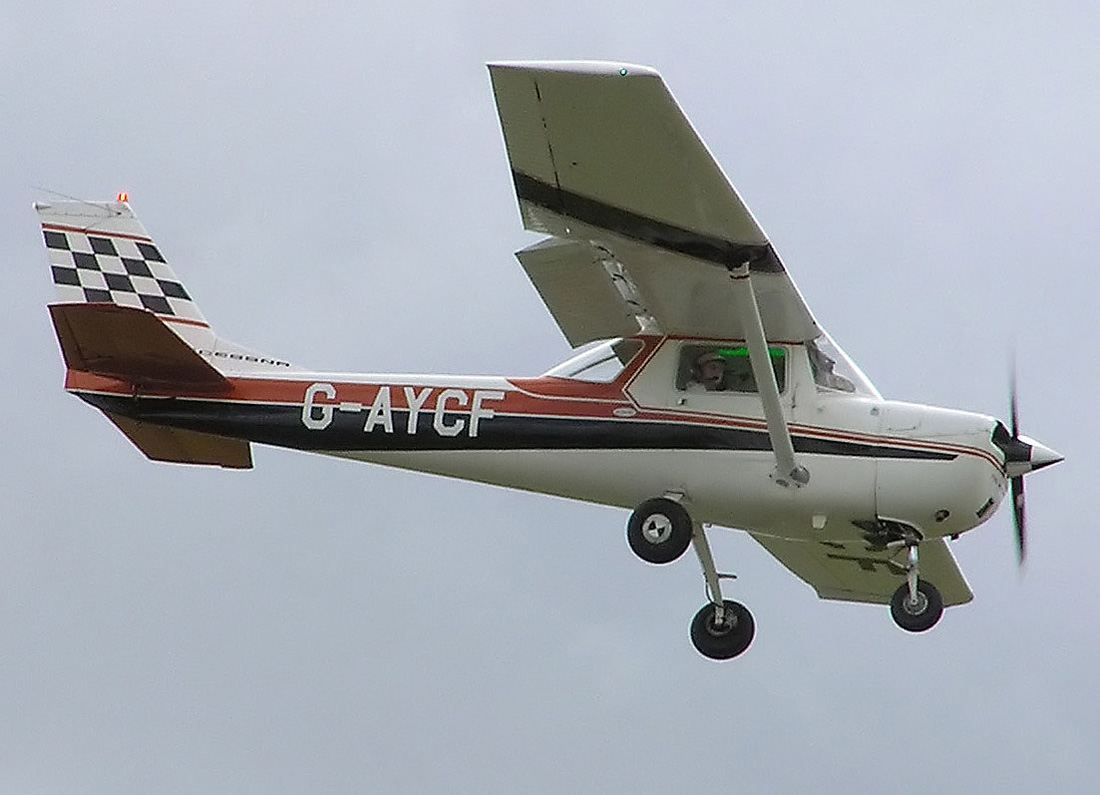
セスナ FA150K

セスナ 150（Cessna 150）は、セスナ社の軽飛行機である。1950年代後半から生産され、総生産数は23,839機に達し、民間機としては史上4位の生産数である。アメリカ空軍の空軍士官学校でもT-51Aとして3機が練習機などの用途に用いられている。
本項では、改良型のセスナ 152についても解説する。

## 概要
セスナ 140の後継機として開発された。140が尾輪式であったのに対して、前輪式とすることによって離着陸時の操縦が容易になった。そのためセスナ 172とよく似た外見になったが、172が4座席であるのに対しこちらは2座席であるため、キャビンの大きさで容易に見分けることができる。初飛行は1957年9月12日で、1958年9月からカンサス州のウィチタ工場で生産が始まった。1961年から150Aのようにモデル名の末尾にアルファベットがつけられ、1971年までは毎年改良が加えられてモデル名が変えられるようになった。 1969年には曲技飛行用に機体構造強化などの改修を施したA150 エアロバット(Aerobat)も登場した。1966年からフランスのランス・アビアシオン社（現・ASI）でもライセンス生産が始まり、フランス製のセスナ 150はF150と呼ばれた。1975年の150Mが最後のモデルとなり、1977年にセスナ 152に生産が移行するまで生産が続けられた。
セスナ 152は、基本的に150のエンジンを強化したモデルで、1976年6月16日に初飛行した。150と同様に曲技飛行用のエアロバット型も存在し、ランス社でもライセンス生産された。152シリーズは、1980年代中期に製造終了するまで7,584機が生産されている。
構造が簡単で頑丈であり、操縦が容易であることから世界中で練習機として人気を得た。視界は旋回時に旋回方向が翼でさえぎられる上方を除いて良好である。軽量な機体重量と小さい翼面荷重は気流の乱れに対しては敏感な特性を有す。
1950年代のセスナ 150の価格は、スタンダード仕様で USD$6,995、練習機仕様で $7,940、上級のコミューター仕様で $8,545であった。

## 派生型

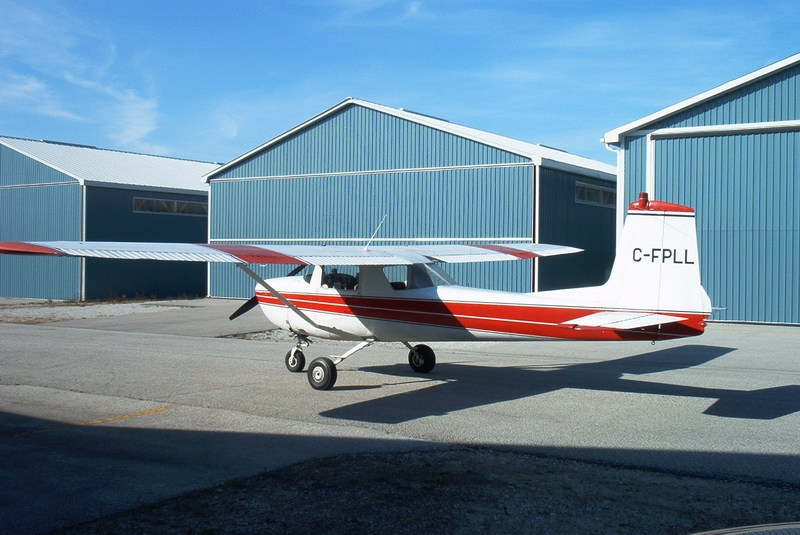
セスナ 150D 初期型は垂直尾翼形状が異なる

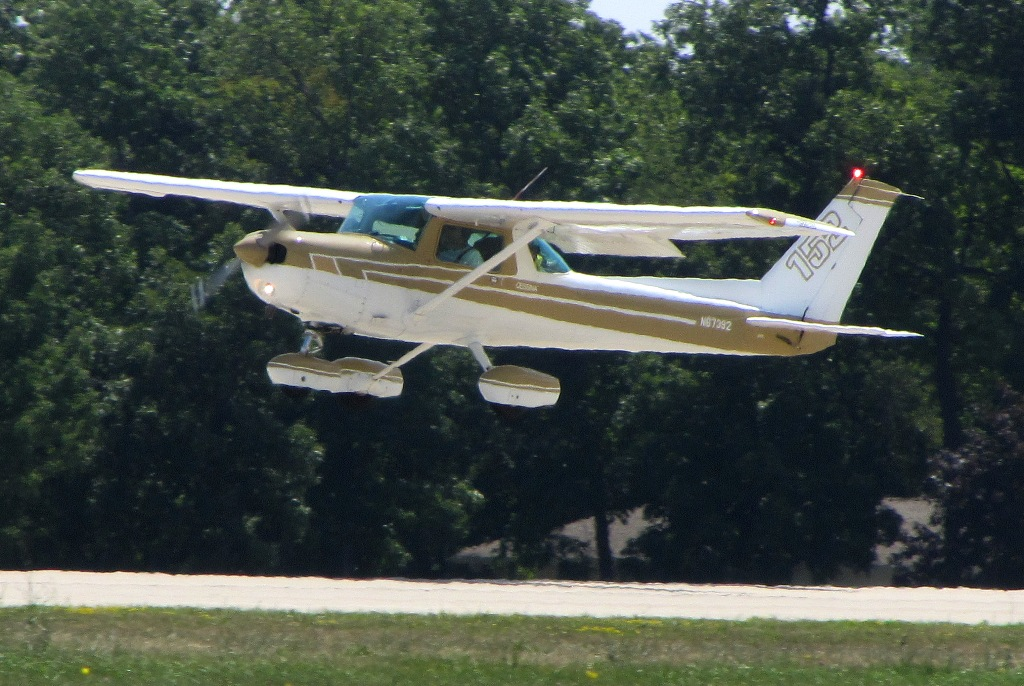
セスナ 152

150
最初の量産型。1,018機生産。
150A
計器パネルを改良、後部側面窓を大型化、主脚柱を後方に移動。332機生産。
150B
プロペラ、スピナーなどを小規模に改良。350機生産。
150C
オプションにチャイルドシートが用意された。387機生産。
150D
後部胴体が細くなり、主翼後縁後方に大型窓を設置。681機生産。
150E
150Dを小規模改良。
150F
後退角付きの垂直尾翼を採用し、フラップの電動化、キャビンドアの大型化を行った。3,000機生産。ランス製はF150Fと呼ばれ、67機生産。
150G
150Fと基本的には同じだが、計器パネルが新しくなり、キャビンも拡大された。2,666機生産。ランス製はF150Gと呼ばれ、152機生産。
150H
150Gを小規模改良。ランス製はF150Hと呼ばれ、170機生産。
150J
降着装置を改良。ランス製はF150Jと呼ばれ、140機生産。
150K
方向舵下部にトリム・タブを追加、翼端が垂れ下がり形状になる。875機生産。ランス製はF150Kと呼ばれ、129機生産。
150L
垂直尾翼フェアリングが大型化し、降着装置脚柱が鋼管製となった。1974年からはスパッツも改良された。3,778機生産。ランス製はF150Lと呼ばれ、485機生産。アルゼンチンのDINFIA社でもA-150Lの名称で39機生産された。
150M
垂直尾翼が細く高くなった。3,624機生産。ランス製はF150Kと呼ばれ、285機生産。
A150K/L/N エアロバット
曲技飛行型。エアフレーム補強、フルシートハーネスや緊急投棄式ドアを装備。734機生産。ランス製はFA150K/Lと呼ばれ、120機生産。
FRA150L エアロバット
ランス社独自のモデルで、エンジンをO-240-Aに変更したFA150L。141機生産。
FRA150M エアロバット
FRA150LにF150Mの尾部を組み合わせたもの。75機生産。
152
150Mを基に、エンジン強化などの改良を施した。6,628機生産。ランス製はF152と呼ばれ、552機生産。
A152 エアロバット
152の曲技飛行型。315機生産。ランス製はFA152と呼ばれ、89機生産。

## 特記される飛行
- 1964年8月8日 - セスナ 150がアリゾナ州のバリンジャー・クレーターの中を飛行し、下降気流のためにクレーターから脱出できなくなり、失速して地面に衝突した(燃料切れで不時着したとの説は誤り)en:Meteor_Crater#Recent_history。
- 1980年夏 - エミー・ジョンソンのロンドンからオーストラリアのダーウィンまでの飛行から50年になるのを記念して27歳の女性パイロットJan Schönburgが、セスナ 150Fで両市の間を飛行した。この機体はロンドン科学博物館で展示された後、Cessna 150-152 Clubに寄付された。
- 1994年9月12日 - セスナ 150Lでフランク・コーダーがホワイトハウスの南壁に衝突して自殺した。コーダーは死亡したが、他に負傷者はでなかった。
- 1996年 - 60ガロンの燃料タンクを増設したセスナ 150が大西洋を横断してアメリカ合衆国から南アフリカまで、数回着陸しながら飛行した。

## 採用国（軍用）

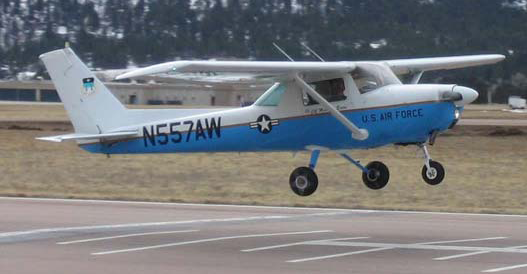
T-51A

セスナ 150
 ブルンジ
 コンゴ民主共和国
 エクアドル
 ハイチ
 コートジボワール
 リベリア
 メキシコ
 パラグアイ
 ソマリア
 スリランカ
 アメリカ合衆国
セスナ 152
 バングラデシュ
 ボツワナ
 ガボン
 レソト

## 関連した航空事故
- 1968年3月27日 - ランバート・セントルイス国際空港に着陸しようとした Ozark航空の DC-9-15が セスナ 150Fと衝突、セスナの乗員2名は死亡したがDC-9は着陸できた。
- 1971年1月9日 - ニューアーク国際空港に着陸しようとしたアメリカン航空の ボーイング707-323Cが セスナ 150と衝突、セスナの乗員2名は死亡したがボーイング707は着陸できた。
- 1971年8月4日 - ロサンゼルス国際空港に着陸しようとしたコンチネンタル航空の ボーイング707-324Cが セスナ 150Jと衝突、セスナの乗員2名は負傷したがボーイング707は着陸できた。
- 1975年1月9日 - ロサンゼルス国際空港に着陸しようとしたゴールデンウエスト航空のDHC-6 ツインオッターが セスナ 150と衝突、両機の乗員乗客14名が死亡した。

## 要目（1977年型セスナ 150M）
- 乗員: 1名
- 乗客: 1名（オプションのチャイルドシートにより子供なら2名（2人合わせて60kg以内）が搭乗可）
- 全長: 7.3 m
- 全幅: 10.2 m
- 全高: 2.6 m
- 空虚重量: 504 kg
- 最大離陸重量: 730 kg
- エンジン:コンチネンタル O-200-A × 1
- 出力 100 hp (75 kW)

- 制限最大速度: 259 km/h=M0.21
- 巡航速度: 198 km/h=M0.16
- 失速速度: 78 km/h=M0.06
- 巡航高度：4,300 m
- 航続距離：678 km
- 上昇率：3.4 m/s